# ماسک تنفسی

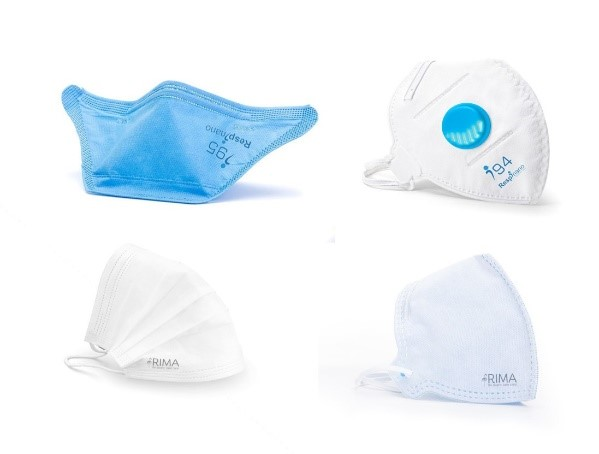
انواع ماسک‌های تنفسی

ماسک تنفسی یا صورت پوش در دستهٔ تجهیزات حفاظت فردی قرار می‌گیرد که از لحاظ کاربرد و ویژگی‌ها دارای انواع مختلفی است و از رایج‌ترین آنها می‌توان به ماسک جراحی، ماسک‌های N95 و ماسک‌های سری FFP نام برد. این دسته از ماسک‌ها با مشکلاتی از جمله کاهش راندمان به دام‌اندازی ذرات با گذشت زمان و همچنین تنفس‌پذیری و راحتی کم در استفاده مواجه هستند. استفاده از نانوالیاف به عنوان یک لایه میانی می‌تواند در رفع مشکل‌های ماسک‌های تنفسی رایج نقشی کمک‌کننده ایفا کند.

## نانوالیاف

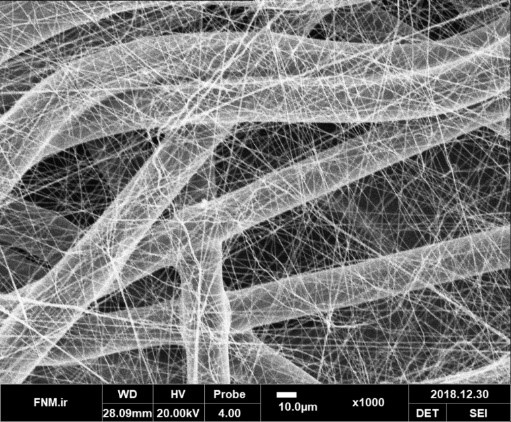
تصویر میکروسکوپ الکترونی از نانوالیاف پلیمری

نانوالیاف به مواد نانو در یک بُعد گفته می‌شود که قطری در محدوده نانومتر (۱–۱۰۰۰ نانومتر) دارند. این مواد به روش‌های مختلفی قابلیت تولید و ساخت دارند. مواد گوناگونی از جمله پلیمرها، سرامیک‌ها و فلزات قابلیت تبدیل به نانوالیاف به روش‌های مختلف را دارا هستند.

### روش‌های تولید نانوالیاف
روش‌های متعددی جهت تولید نانوالیاف در دنیا وجود دارد، از جملهٔ این روش‌ها می‌توان به موارد زیر اشاره کرد:
- جدایش فازی
- کشش
- رشد به کمک الگو
- رشد بخار-مایع-جامد
- خودآرایی
- پلیمریزاسیون فصل مشترکی
- سنتز هیدروترمال
- الکتروریسی

در حال حاضر روش الکتروریسی قابلیت تولید الیاف پیوسته با قطرهای کمتر از چند نانومتر را در مقیاس صنعتی و آزمایشگاهی دارا است و باقی روش‌ها تنها در مقیاس آزمایشگاهی قابلیت استفاده دارند. الکتروریسی در محدودهٔ وسیعی از پلیمرهای مصنوعی و طبیعی، آلیاژهای پلیمری، و پلیمرهای حاوی عامل‌های مولکولی رنگ، نانوذرات، یا عوامل فعال در کنار فلزات و سرامیک‌ها استفاده می‌شود. این روش در حوزه‌هایی مانند سنسورها، کاتالیست‌ها، فیلتراسیون و پزشکی کاربرد دارد.

## ماسک تنفسی نانو

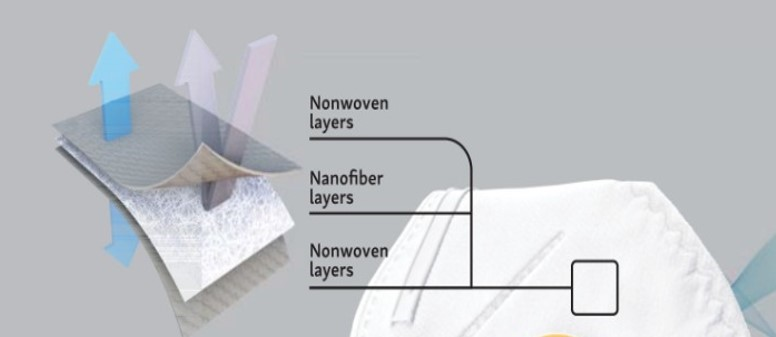
لایه‌های ماسک تنفسی نانو: پارچه بی‌بافت - نانوالیاف- پارچه بی‌بافت

مدیای فیلتر هوا حاوی نانوالیاف در سال‌های اخیر در صنایع مختلف مورد استفاده قرار گرفته‌است. در نتیجه، استفاده از این فیلترها به عنوان یکی از روش‌های فیلتراسیون با بازدهی بالا (اولیه و نهایی)، افت فشار پایین، قابلیت تمیزشوندگی، اقتصادی بودن و بهبود تبدیل انرژی در موتورهای احتراقی و کمپرسورها متداول شده‌است. مدیای فیلتر هوای حاوی نانوالیاف معمولاً با پوشش دادن یک یا چند نوع نانوالیاف پلیمری (بسپاری) بر سطح منسوج بی‌بافت دارای تخلخل تولید می‌شود و مکانیزم متفاوتی در به دام‌اندازی ذرات دارد.

### راندمان

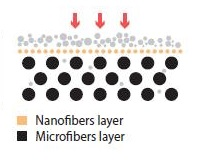
مکانیزم به دام‌اندازی ذرات توسط لایه نانوالیاف در ماسک تنفسی

مدیای ماسک نقش بسیار مهمی در عملکرد و راندمان گونه‌های مختلفی از ماسک بازی می‌کند. به همین دلیل، اکثر مدیاهای ماسک‌ها از منسوجات بی‌بافت جهت جدایش ذرات استفاده می‌کنند. در ۱۰ سال اخیر، مدیای ماسک حاوی نانوالیاف نیز مورد استفاده قرار گرفته‌است. علت استفاده از این نوع ماسک تفاوت در مکانیزم به‌دام‌اندازی ذرات توسط این دسته از ماسک‌ها است.
تفاوت در مکانیزم به دام‌اندازی ماسک‌های مبتنی بر نانوالیاف دلیل اصلی کارایی بهتر این ماسک‌ها در حضور رطوبت و مایعات است. راندمان فیلتراسیون ماسک‌های مبتنی بر نانوالیاف با استفادهٔ مصرف‌کننده در طول زمان به دلیل تشکیل یک لایه از ذرات به دام افتاده و تراکم بیشتر فیلتر، افزایش پیدا می‌کند. البته نه تا حدی که باعث کاهش تنفس پذیری فیلتر شود.

### تنفس‌پذیری
نانوالیاف به‌دلیل اندازهٔ حفره‌های ریز، یکنواخت، و درصد تخلخل بالا، باعث می‌شود که عبور بخار آب و گاز دی‌اکسید کربن ناشی از تنفس در ماسک‌های حاوی نانوالیاف بهتر صورت گیرد. یکنواختی اندازهٔ و نسبت سطح به حجم بالایی که نانوالیاف دارد، امکان تولید ماسک تنفسی با کارایی فیلتراسیون بالا و حفظ کارایی در مدت زمان استفاده را فراهم کرده‌است.

### سازگاری با پوست انسان
براساس آزمایش‌هایی که طبق استاندارد ISO 10993-5 بر ماسک‌های حاوی نانوالیاف انجام شده‌است، ماسک تنفسی حاوی نانوالیاف هیچگونه نشانه‌ای از سمی‌بودن در هیچ‌کدام از شرایط ذکر شده در استاندارد در برابر پوست و سلول‌های انسان نشان نداده‌است؛ بنابراین استفاده از نانوالیاف در ماسک‌های تنفسی هیچگونه خطری ندارد.

## مزایای استفاده از نانوالیاف در ماسک تنفسی
- افزایش قابل توجه کارایی فیلتر
- عدم افزایش افت فشار (یا عدم کاهش تنفس‌پذیری)
- طول عمر زیاد فیلتر و ماسک[۸]

## ساختار ماسک‌های تنفسی رایج
به‌طور عمده ماسک‌های تنفسی از چندین لایه نابافته متشکل از اسپان‌باند و ملت‌بلون ساخته می‌شوند که جنس هر اسپان‌باند و ملت‌بلون عمدتاً از جنس الیاف نابافته پلی‌پروپیلن هستند و لایه یا لایه‌های ملت‌بلون نقش اصلی فیلتر کردن هوا از ذرات معلق و غبار را به عهده دارند و اسپان‌باند برای محافظت از این لایه‌ها به کار می‌رود. البته در روزهای اخیر با شیوع گسترده ویروس کرونا به‌دلیل محدودیت در دسترسی ماسک، از ماسک‌های پارچه‌ای نیز استفاده می‌شود که باید دقت کرد که این نوع ماسک‌ها به دلیل جنس به کار رفته ممکن است دو نقص زیر را دارا باشند:
- احتمال آلودگی بیشتر مخصوصاً برای باکتری‌ها
- کارایی پایین در صورت عدم استفاده از لایه‌های با کیفیت ملت‌بلون[۱۰]

## عملکرد لایه‌های مختلف در ماسک‌های تنفسی

### لایه اسپان‌باند
ماسک‌های سه لایه (جراحی) و سری N و FFP همچون ان۹۵ و اف‌اف‌پی۲ عموماً حاوی دو لایه پارچه بی‌بافت اسپان‌باند هستند. این لایه‌های اسپان‌باند که معمولاً در دو طرف ماسک قرار می‌گیرند، دارای ویژگی‌هایی هستند:
- به فرم دادن بهتر ماسک کمک می‌کنند.
- از لایه میانی که نقش اصلی فیلتراسیون را برعهده دارد، محافظت می‌کنند.
- وظیفهٔ جلوگیری از ورود ذرات آلوده همچون ویروس‌ها، باکتری‌ها و گردوغبار را به صورت مکانیکی برعهده دارند و بیشترین محافظت را در برابر مایعات فراهم می‌کنند.
- لایه داخلی اسپان‌باند که در تماس با صورت است نیز وظیفه جذب هوای بازدم و خشک نگه داشتن محیط در تماس با ماسک جهت تنفس راحت‌تر را بر عهده دارد.[۱۱][۱۲]

### پارچه ملت‌بلون
الیاف پارچه ملت‌بلون به دلیل روش تولید آن که دمش هوای داغ بر رزین ترموپلاستیک ذوب‌شده‌ای است که اکسترود شده‌است، بسیار باریک هستند و دارای حفره‌های زیادی هستند. به همین دلیل در ماسک‌های تنفسی عموماً به‌عنوان لایهٔ فیلتر یا به‌دام‌اندازنده ذرات استفاده می‌شود. 

#### عملکرد در ماسک‌های تنفسی
لایه میانی یا داخلی ماسک‌های تنفسی عموماً از جنس پارچهٔ نبافتهٔ ملت‌بلون است. ملت‌بلون مورد استفاده می‌تواند به صورت تک‌لایه یا چندلایه در ماسک‌های تنفسی به‌کار رود. ملت‌بلون نقش اصلی فیلتراسیون ماسک‌های تنفسی را ایفا می‌کند و مکانیزم به‌دام‌اندازی ذرات آن نیز مکانیزم الکترواستاتیک است. به علت بافت فشرده و متخلخلی که دارد قابلیت به‌دام‌اندازی ذرات بیشتری نسبت به پارچه‌های اسپان‌باند دارد.

### پارچه اس‌ام‌اس
این پارچه متشکل از ۳ لایه پارچه اسپان‌باند/ملت‌بلون/اسپان‌باند است که به‌ترتیب بر روی هم لمینیت شده‌است. از این پارچه به دلیل هزینه پایین و قابلیت به‌دام‌اندازی خوبی که دارد در تولید بسیاری از ماسک‌های جراحی استفاده می‌شود.

## نحوه ارزیابی خصوصیات ماسک‌های تنفسی

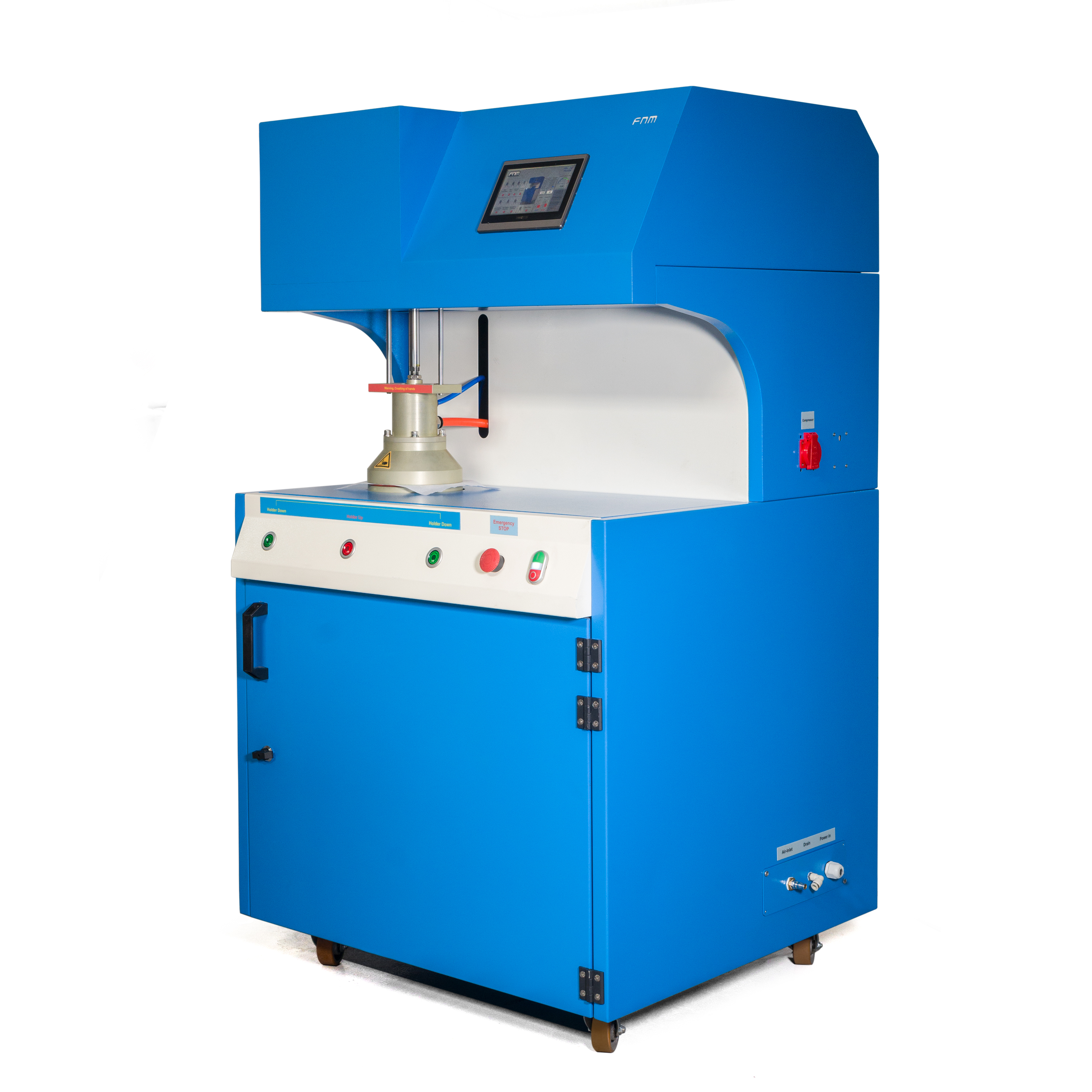
دستگاه تست مدیای فیلتر/ ماسک

دو ویژگی راندمان به دام‌اندازی ذرات و افت فشار از خصوصیات حائز اهمیت ماسک‌های تنفسی است:

### راندمان به دام‌اندازی
راندمان، به قابلیت فیلتراسیون ذرات یا به‌دام‌اندازی ذرات با اندازه‌های مختلف گفته می‌شود. در ماسک‌های تنفسی ان۹۵ و اف‌اف‌پی۲ راندمان به دام‌اندازی ذرات با اندازهٔ ۰/۳ میکرون، معادل ۹۵ درصد اندازه‌گیری می‌شود. برای بررسی کارایی به دام‌اندازی ذرات فیلترها و ماسک‌ها، از دستگاه‌های آزمایش فیلتر/ماسک مطابق استانداردهای بین‌المللی استفاده می‌شود. دستگاه‌های آزمایش فیلتر دارای یک منبع تولیدکنندهٔ ذرات گرد و غبار به‌طور مصنوعی (آیروسل) با غلظت مشخص و ثابت بوده و با کمک یک شمارندهٔ دقیق ذرات (معمولا در ۶ کانال ۰/۳، ۰/۵، ۱، ۲/۵، ۵ و ۱۰ میکرون) اقدام به شمارش ذرات قبل و بعد از ماسک (یا هر نوع فیلتر دیگر) می‌کند و در نهایت میزان ذرات عبور نکرده را به صورت درصد فیلتراسیون گزارش می‌کند.

### افت فشار

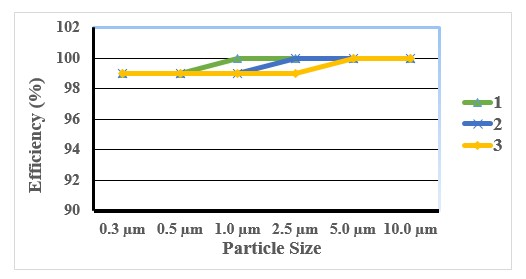
راندمان به دام‌اندازی ذرات توسط ماسک تنفسی نانو که نشان‌دهندهٔ کارایی یک نوع ماسک ارتقاء یافته با نانوالیاف با راندمان به‌دام‌اندازی ۹۹ درصد با استفاده از دستگاه تست فیلتر است.

افت فشار، به کاهش فشار هوا قبل و بعد عبور از ماسک و به امکان عبور جریان هوا از مدیا یا ماسک تنفسی گفته می‌شود. افت فشار بالا در واقع باعث افت در تنفس‌پذیری ماسک می‌شود. ماسک‌های تنفسی نانو به دلیل وجود لایه نانوالیاف مقدار افت فشار پایینی دارند؛ چرا که این ماسک‌ها به دلیل درصد تخلخل بالا و اندازهٔ کوچک حفره‌ها، امکان عبور راحت هوا را در ماسک تنفسی فراهم می‌کند.
طبق استانداردهای مرتبط با فیلترها و ماسک‌های تنفسی، جهت سنجش و ارزیابی افت فشار و راندمان به‌دام‌اندازی ذرات، از دستگاه‌های آزمایش فیلتری (ماسک) مطابق با معیارهای این استانداردها استفاده می‌شود.
دستگاه‌های آزمایش فیلتر دارای یک منبع تولیدکننده ذرات گرد و غبار به‌طور مصنوعی با غلظت مشخص و ثابت بوده و با کمک یک شمارنده دقیق ذرات (معمولا در ۶ کانال ۰/۳، ۰/۵، ۱، ۲/۵، ۵ و ۱۰ میکرون) اقدام به شمارش ذرات قبل و بعد از ماسک (یا هر نوع فیلتر دیگر) می‌کنند و در نهایت میزان ذرات عبور نکرده را به صورت درصد فیلتراسیون گزارش می‌کند.

## استاندارد
ماسک‌های تنفسی حاوی نانوالیاف نیز همانند ماسک‌های معمولی از استانداردهای اروپایی و آمریکایی رایج این حوزه یعنی استانداردهای EN 149:2001 و NIOSH تبعیت می‌کنند. دسته‌بندی ماسک‌های تنفسی حاوی نانوالیاف نیز براساس این استانداردها می‌تواند به اف‌اف‌پی۱، اف‌اف‌پی۲ و اف‌اف‌پی۳ براساس استاندارد EN 149، یا ان۹۵ و ان۹۹ براساس استاندارد NIOSH یا ماسک‌های جراحی نوع ۱ و نوع ۲ براساس استاندارد EN14683 تعریف شود.
در جدول زیر کارایی به‌دام‌اندازی ذرات ۰/۳ میکرون تا ۱۰ میکرون مدیای پوشش داده‌شده توسط نانوالیاف مشخص شده‌است.

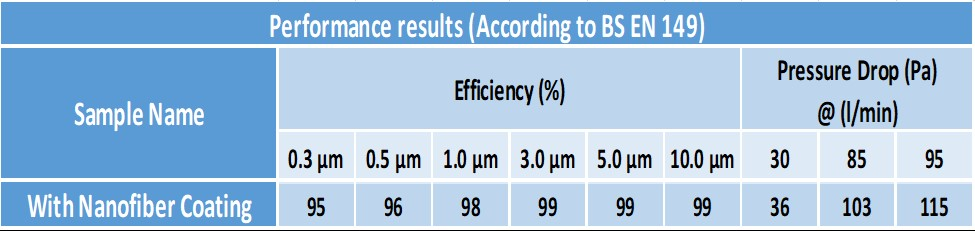
درصد کارایی به دام‌اندازی ذرات ۰/۳ تا ۱۰ میکرون توسط مدیای ماسک نانو

## مواد مورد استفاده در آزمون‌های ارزیابی راندمان

### آیروسل یا ذرات اتمسفری
آیروسل‌ها، ذرات با اندازه و شکل هندسی ثابتی هستند که جهت تعیین کارایی فیلتر/ماسک در آزمون فیلتر استفاده می‌شوند. برای تولید آیروسل، از ذرات روغن استفاده می‌شود. این ذرات روغن ولی تبدیل به ذرات معلق بشوند، به آن‌ها آیروسل می‌گویند. دستگاه شمارندهٔ ذرات (Particle Counter) آیروسل‌های کروی را به دلیل داشتن شکل هندسی یکسان (برخلاف غبار که شکل هندسی ثابتی ندارد) به‌طور دقیقی اندازه‌گیری می‌کند و یکی از روش‌های تعیین کارایی فیلتر/ماسک استفاده از آیروسل یا ذرات اتمسفری در دستگاه آزمایش فیلتر/ماسک است.

### غبار اتمسفری یا ذرات اتمسفری
غبار اتمسفری مخلوط پیچیده‌ای از دود، مه، بخار، ذرات آگلومرهٔ خشک، آیروسل‌های زیستی و الیاف مصنوعی و طبیعی است. آیروسل اتمسفری به ترکیب گاز یا هوا و این مخلوط گفته می‌شود. غلظت ذرات زیرمیکرونی در این آیروسل بیشترین میزان است و هرچه اندازه ذرات بزرگتر و به بیش از یک میکرون می‌رسد، غلظت این ذرات کاهش پیدا می‌کند. از غبار اتمسفری در ارزیابی راندمان فیلترها و ماسک‌های تنفسی استفاده می‌شود.

### تفاوت آیروسل نمک و روغن
برای ماسک‌های سری N مانند ان۹۵ از آیروسل نمک که می‌تواند نمک پتاسیم یا سدیم باشد، استفاده می‌شود که میزان تخریب متوسطی دارند. در نتیجه این نوع ماسک‌ها تنها در برابر ذرات مایع و جامد غیرروغنی مقاوم هستند. اما برای ماسک‌های سری R که در مقابل ذرات روغنی نیز مقاوم هستند، از آیروسل روغنی (DOP) جهت ارزیابی کارایی ماسک استفاده می‌شود. این ذرات میزان تخریب بالایی هم دارند.

## ذرات معلق و محافظت ماسک‌های تنفسی
ماسک‌های تنفسی از دهان و بینی در برابر قطرات و ذرات ریز، ذرات معلق در هوا محافظت می‌کنند. ذرات کوچک‌تر از ۰/۳ میکرون حرکتی به نام حرکت براونی از خود نشان می‌دهند که باعث می‌شود راحت‌تر توسط فیلتر به دام بیافتند. این پدیده به ذراتی با جرم پایین گفته می‌شود که دیگر در هوا بدون برخورد حرکت نمی‌کنند بلکه با مولکول‌های هوا مانند نیتروژن و اکسیژن برخورد کرده و مانند بازی پین‌بال بین مولکول‌های هوا جابجا می‌شوند و یک الگوی نامنظم حرکتی ایجاد می‌کنند. همین امر باعث به دام افتادن راحت‌تر این ذرات می‌شود.